# Lambton, New South Wales
Lambton är en del av en befolkad plats i Australien. Den ligger i kommunen Newcastle och delstaten New South Wales, i den sydöstra delen av landet, omkring 110 kilometer nordost om delstatshuvudstaden Sydney. Antalet invånare är 4 681.
Trakten är tätbefolkad. Närmaste större samhälle är Newcastle, nära Lambton. 
Runt Lambton är det i huvudsak tätbebyggt. Genomsnittlig årsnederbörd är 1 277 millimeter. Den regnigaste månaden är februari, med i genomsnitt 223 mm nederbörd, och den torraste är juli, med 46 mm nederbörd.